# 小黑魚
《小黑魚》是日本小事樂團的第31首單曲作品。

## 關於
- 自2000年的單曲「Rescue me/Smile Again」以來，從專輯中重新錄制的單曲作品。
- 收錄在2006年8月9日公開發售的專輯《Crispy Park》。
- 富士電視台劇集《不能結婚的男人》的主題曲。
- 自從單曲《キヲク》以來，唯一有額外收錄Remix版本的單曲作品。

## 收錄曲
1. 小黑魚
作詞：持田香織、作曲：早川大地
2. 小黑魚 (akakage's sweetest beach)
3. 小黑魚 (Instrumental)

## 相關
PV出演
- 酒田実芽：跑步的少女
- 神元結莉：坐鞦韆的少女
- 東千尋：於游泳池游泳的少女
- 岡安夏菜：在蹦床上跳來跳去的少女
- 下田奈奈：踏單車少女